# Ткач, Ефим Маркович
Ефим Маркович Ткач (8 января 1926, Секуряны, Бессарабия — 27 апреля 2003, Кишинёв) — молдавский советский музыковед, музыкальный критик, публицист, педагог, общественный деятель.

## Биография
Родился в бессарабском местечке Секуряны (ныне Сокиряны Черновицкой области Украины) в 1926 году в состоятельной еврейской семье меховщика Марка Ткача и его жены Нехомы, с раннего детства жил в Бельцах (по некоторым данным там же и родился). В годы Великой Отечественной войны — вместе с семьёй в крыжопольском гетто в Транснистрии, после освобождения в 1944 году семья возвратилась в Бельцы. После окончания средней школы, Ефим Ткач учился в Бельцком педагогическом институте. В 1953 году окончил оркестровый факультет Кишинёвской консерватории по классу флейты, уже с 1949 года преподавал в Кишинёвской Средней специальной музыкальной школе имени Е. Коки. Работал музыкальным редактором издательств «Картя молдовеняскэ» и «Литература артистикэ», а также «Молдавской советской энциклопедии», заведовал музыкальной частью Молдавской государственной филармонии и преподавал в Кишинёвском институте искусств имени Г. Музическу (впоследствии профессор), вёл регулярные музыкально-педагогические передачи на молдавском языке на республиканском радио. Член Союза композиторов Молдавии.
В последние годы жизни вёл на идише передачу на музыкальные темы на кишинёвском радио (в программе «Индзер лэйбм» — наша жизнь). В 1997 году Ефим Ткач вместе с литературоведом Ефимом Левитом и поэтом Анатолием Гужелем стал основателем Антифашистского демократического альянса в Молдавии, до последних дней жизни был его председателем.
Ефим Ткач — автор многочисленных статей по музыкальной культуре Молдавии, творчеству современных молдавских композиторов, общей теории музыки на русском и молдавском языках, а также монографических книг «Пособие по элементарной теории музыки» (с З. Л. Столяром, 1957, 1961 и 1964 на русском и молдавском языках), «Опера Д. Гершфельда „Грозован“. Путеводитель» (с З. Л. Столяром, 1960), «Музыкальный путеводитель» (том 1 — 1962, том 2 — 1966, на молдавском языке), «Краткий музыкальный словарь» (1972, на молдавском языке), «Чиприан Порумбеску. Избранные произведения» (1975, на молдавском языке), «Тимофей Гуртовой» (на молдавском языке, 1975), «Музыка советской Молдавии. 1945—1970. Нотография» (1976, на молдавском и русском языках), «Премьеры. Портреты» (сборник статей на молдавском языке, 1977), «Евгений Дога» (на молдавском языке, 1980), «Дмитрий Кантемир. Музыкальные сочинения» (на молдавском языке, 1980), «Înaintaşi Al Muzicii Româneşti» (о истории румынской музыки, 1994), «Antiiudaism sau lumea din peşteră» («Антииудаизм, или пещерный мир: статьи, документы, воспоминания, стихи», два издания на русском и румынском языках о Холокосте в Молдавии, 1998/1999). Перевёл на молдавский язык книги М. Гольденштейна «Музыка в жизни Владимира Ильича Ленина» (1964) и Ф. Ореховской «Пять портретов» (1973). Совместно с филологом Ефимом Левитом и поэтом Анатолием Гужелем составил и опубликовал 4 тома документов, связанных с событиями Холокоста в Молдавии (четыре выпуска двуязычного русско-румынского журнала «Nu vom uita! — Не забудем!»).

## Семья
- Жена (с 1949 года)[3] — Злата Моисеевна Ткач, композитор[4].
  - Сын — Лев Ефимович Ткач (род. 1953), выпускник теоретико-композиторского факультета Московской консерватории, музыкальный педагог[5].

## Книги
- Книга Молдавии: репертуар любительских постановок. Кишинёв, 1960.
- Опера Д. Гершфельда «Грозован». Путеводитель (с Зиновием Столяром). Москва: Советский композитор, 1960.
- Музыкальная культура Молдавской ССР. Москва: Советский композитор, 1978.
- Еужениу Дога. Кишинёв: Литература артистикэ, 1980.
- Înaintaşi Al Muzicii Româneşti. Кишинёв: Hyperion, 1994.
- Антииудаизм, или пещерный мир: статьи, документы, воспоминания, стихи. Антифашистский демократический альянс Республики Молдова, Общество еврейской культуры Республики Молдова и Хельсинкская гражданская ассамблея в Молдове, Кишинёв: Ruxandra, 1998.
- Antiiudaism sau lumea din peşteră. Антифашистский демократический альянс Республики Молдова, Общество еврейской культуры Республики Молдова и Хельсинкская гражданская ассамблея в Молдове, Кишинёв: Ruxandra, 1999.

## Галерея
- Видео выступления Е. М. Ткача перед исполнением 13-й симфонии Дмитрия Шостаковича (часть I).
- Видео выступления Е. М. Ткача перед исполнением 13-й симфонии Дмитрия Шостаковича (часть II).